# 艾利和
艾利和（全稱：艾利和有限公司）是成立於1999年1月的韓國移動設備研製企業。公司舊稱ReignCom，其主要業務為便携式CD播放器。2019年，該公司被重新命名為Dreamus。

## 事件
- 2000年4月，合併Optilogic。
- 2004年1月，成立Yurion。
- 2009年3月，更名ReignCom。
- 2014年7月，SK電信收購39.3％股權。
- 2019年3月28日，公司更名为Dreamus公司。

## 外部連結
- （英文）艾利和全球 （页面存档备份，存于）
- 艾利和韓國 （页面存档备份，存于）
- （简体中文）艾利和中國
- （繁體中文）艾利和韓國 （页面存档备份，存于）